# Gran Imam d'al-Azhar
El Gran Imam d'al-Azhar (àrab: الإمام الأكبر, al-Imām al-Akbar), també conegut com a Honorable Xeic d'al-Azhar (àrab: شيخ الأزهر الشريف, Xayẖ al-Azhar ax-Xarīf) és un prestigiós títol de l'islam sunnita i un càrrec oficial molt important a Egipte. Actualment és ocupat per Ahmed al-Tayeb. Alguns musulmans el consideren la màxima autoritat del pensament islàmic sunnita i de la jurisprudència islàmica i té una gran influència en els seguidors de les tradicions teològiques aixarita i maturidita a tot el món. El Gran Imam dirigeix la mesquita d'al-Azhar i, per extensió, la universitat d'al-Azhar, i és responsable dels assumptes religiosos d'Egipte juntament amb el Gran Muftí d'Egipte.